# デフバレーボール
デフバレーボール（英語表記：Deaf Volleyball）は、聴覚障害者によるバレーボール競技である。

## 概要
健聴者の競技と同様に、インドア（6人制）とビーチバレー競技が行われており、インドア、ビーチバレーともにデフリンピックの公式競技となっている。コートや用具などは健聴者の競技ルールと大きな変更はない。日本国内の大会では競技普及のため補聴器の使用が認められているが、デフリンピックをはじめとした国際大会では補聴器の使用は認められない。

## 日本におけるデフバレー
日本国内では一般社団法人日本デフバレーボール協会が統括団体として運営を行っており、主な主催大会として、2001年よりジャパンデフバレーボールカップ（通称、デフカップ）と2008年よりジャパンデフビーチバレーボールカップ（通称、ビーチデフカップ）がある。
2009年の第21回デフリンピック台北大会では女子チームが3位入賞を果たしている。女子代表監督は急逝した今井起之（元東京ヴェルディ）の後任として、2011年10月より2008年北京オリンピック日本代表の狩野美雪が務めている。
2013年の第22回デフリンピックソフィア大会では、女子チームが銀メダルを獲得した。2017年の第23回サムスン大会では狩野美雪率いる女子チームが金メダルを獲得した。
2018年1月、女子チームが日本パラスポーツ優秀賞を受賞。